# Stade Municipal de Toamasina
Stade Municipal de Toamasina – wielofunkcyjny stadion w Toamasinie na Madagaskarze. Jest obecnie używany głównie dla meczów piłki nożnej. Swoje mecze rozgrywa na nim klub Ecoredipharm. Stadion może pomieścić 2 500 osób.